# 愛宕山 (岩国市)
愛宕山（あたごやま）は、山口県岩国市にかつてあった山。かつての標高は120メートル。

## 地理
岩国市街地を一望できる市の中央に位置し、広葉樹と竹林に覆われたなだらかな丘陵を形作る山だった。山頂近くには愛宕神社があり、森は「鎮守の森」として市民の憩いの里山として親しまれていた。春になると桜が満開となり、その下で奉納子ども相撲大会が開かれ、歓声が里山に響いていたという。

## 愛宕山地域開発事業
山口県住宅供給公社が1994年に事業主体となり、山口県と岩国市によって1995年から「愛宕山地域開発事業」が進められた。その内容は
- 米軍岩国基地の沖合移設のための埋立用土砂を搬出
- 土砂掘削後の跡地を大規模な住宅団地に造成

するもので、当初の計画では総事業費850億円、宅地供給数1500戸とされていた。
1998年に事業着工、2000年2月から土砂搬出が開始されたが、2002年に発表された公社による住宅需要調査で宅地需要が当初計画を大幅に下回っていることが判明し、事業の見直しが行われることとなった。土砂搬出はその後も進められ、2007年3月に終了したが、地価の下落や需要の低下によって大規模住宅地の造成に入ればさらに赤字が拡大することが予想されることから、事業は宅地供給事業に入らず中止され、山の跡地に約60ヘクタールに及ぶ広大な平地が残されることになった。
搬出された土砂は延長3.4kmに及ぶベルトコンベアで海上桟橋まで運ばれ、土砂運搬船によって岩国基地沖合まで運ばれ基地移設事業に用いられた。運び出された土砂は約1,955万立方メートルに及ぶ。
用地転用として、開発地区の約1/4にあたる15ヘクタールの敷地に同市黒磯町にある国立病院機構岩国医療センターが移転するほか、特別養護老人ホーム灘海園が入ることになっており、平成25年4月の開院・開園を目指して工事が進められているほか、防災センターや多目的広場の設置が計画されている。
残り約3/4の敷地は国が買収することが平成23年12月に決定している。

## 愛宕神社
山には112メートル地点に愛宕神社があったが、土砂搬出に伴って2000年麓に仮移転したのち、2008年岩国市牛野谷町に移転した。